# Katedra Saint-Bénigne w Dijon
Katedra Saint-Bénigne w Dijon (fr. Cathédrale Saint-Bénigne de Dijon) – gotycka katedra pod wezwaniem św. Benignego w Dijon (departament Côte-d’Or, region Burgundia) we Francji. Siedziba arcybiskupa Dijon. W 1862 roku wpisana na listę pomników historii we Francji.

## Święty Benigny
Według legendy św. Benigny był przybyszem z Azji Mniejszej oraz uczniem św. Polikarpa. Za panowania cesarza Aureliana miał ponieść śmierć męczeńską. Kult męczennika, w średniowieczu bardzo żywy, szerzyło przede wszystkim opactwo jego imienia w Dijon.

## Historia
W 535 roku nad grobem św. Benignego zbudowano pierwszy kościół, natomiast w 871 roku został założony klasztor, w którym ulokowano zakonników reguły św. Benedykta. Ponad sto lat później opat klasztoru św. Piotra i Pawła w Cluny, Majol powierzył  odbudowę zrujnowanego kościoła włoskiemu architektowi Wilhelmowi z Volpiano (962–1031).
14 lutego 1001 roku Wilhelm z Volpiano rozpoczął przebudowę. Kościół został konsekrowany piętnaście lat później. Miał on 100 metrów długości i należał wówczas do największych w świecie chrześcijańskim.
Po pożarze w 1137 roku, który zniszczył większość miasta, nowy opat, Piotr z Genewy, podjął się przebudowy tej części bazyliki, która ucierpiała najbardziej. W 1271 roku zawaliła się wieża. W ciągu kilku następnych lat udało się zgromadzić fundusze niezbędne do budowy nowej bazyliki w stylu gotyckim. W latach 1280–1287 wybudowano prezbiterium, natomiast resztę ukończono po upływie pół wieku.
Klasztor przeżywał rozkwit aż do początku XVI wieku, kiedy to na jego czele stanął opat komendatoryjny. W XVII wieku ponownie doprowadzony do rozkwitu przez kongregację św. Maura.
W 1801 roku dotychczasowy kościół stał się katedrą zreorganizowanej diecezji Dijon, założonej 9 kwietnia 1731 roku bullą papieża Klemensa XII.
Pod koniec XVIII wieku na skutek wydarzeń rewolucji francuskiej kompleks został zrujnowany.
W 1819 roku jedna z komisji zalecała nawet rozbiórkę klasztoru. Mimo to w roku 1830 podjęto prace restauracyjne. W 1884 roku nadzór nad nimi przejął architekt Charles Suisse.
W 2003 roku wraz z utworzeniem nowej archidiecezji Dijon dotychczasowa katedra św. Benigna stała się archikatedrą.

## Architektura
Katedra ma 68 m długości, 29 m szerokości i 26 m wysokości do sklepienia nawy głównej. Znajdująca się nad skrzyżowaniem naw sygnaturka jest dziełem XIX-wiecznym i wznosi się na wysokość 93 m (pierwotnie miała 55 m).

### Wygląd zewnętrzny
Fasada katedry jest bardzo surowa. Znajdujący się przed nią narteks zwieńczony jest galerią o nazwie Gloria (kapłan błogosławiący gałęzie). Na drugiej kondygnacji znajduje się wnęka z potrójnym oknem zakończonym rozetą. Drugą kondygnację również wieńczy galeria i niewielki trójkątny szczyt. Fasadę flankują dwie oktagonalne wieże.
Pierwotny romański portal znajdujący się w narteksie został zniszczony w 1794 roku. W latach 1818–1822 zbudowano nowy portal; tympanon przedstawia Jezusa wypędzającego kupców ze świątyni, a relief – scenę ukamienowania św. Szczepana dłuta Edmé Bouchardona, znajdującą się pierwotnie w kościele św. Szczepana w Dijon.

### Wnętrze

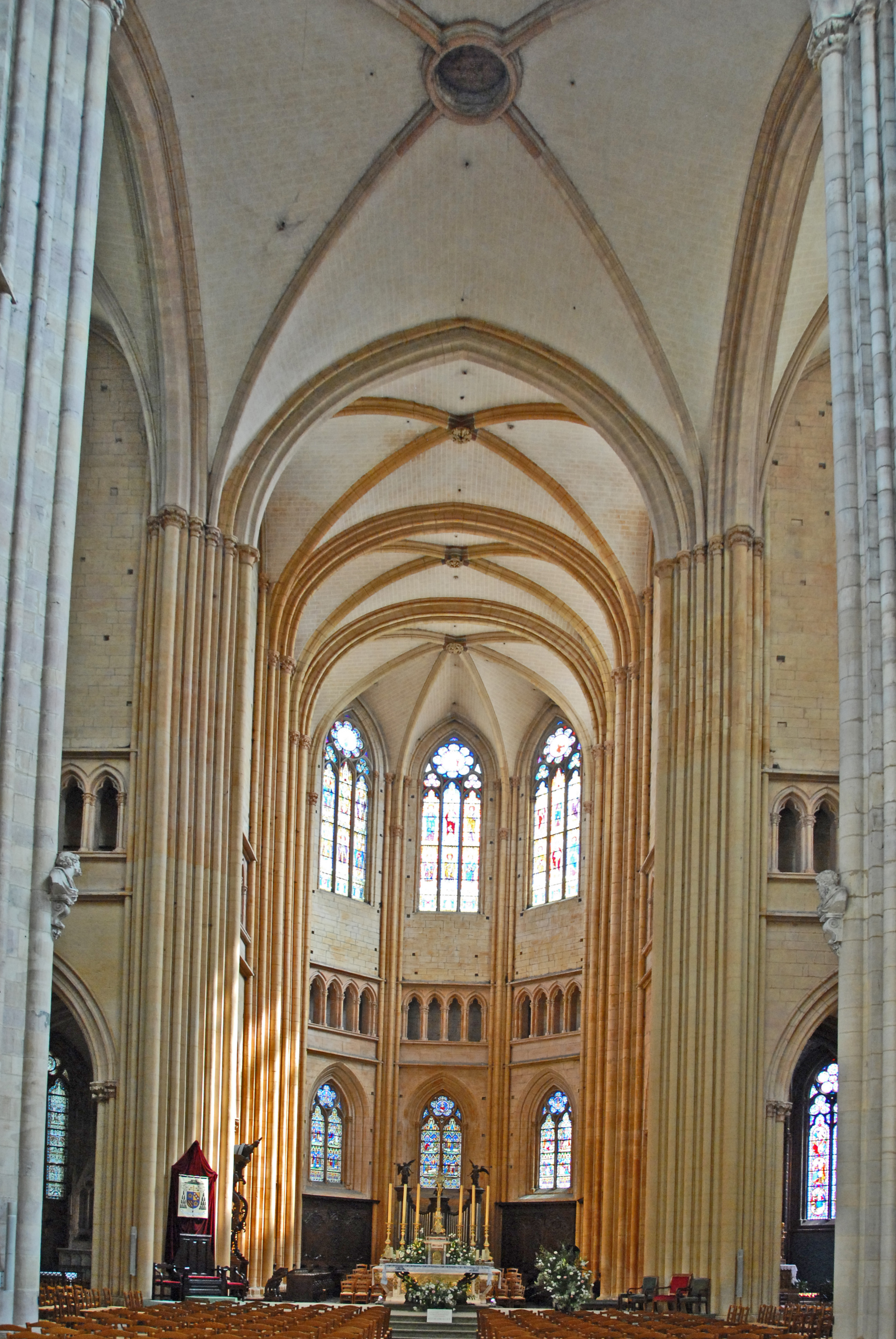
Widok na prezbiterium

Utrzymany w stylu gotyku burgundzkiego korpus nawowy dzieli się na pięć przęseł sklepionych ostrołukowo. Ponad arkadami tworzącymi przejścia do naw bocznych biegnie rząd poczwórnych triforiów, a nad nimi – rząd wysokich okien.
Transept nie jest wystaje poza linie obu naw bocznych, jedynie jego sklepienie jest wyższe. Triforium w transepcie jest, podobnie jak w prezbiterium, bardziej dekoracyjne, niż triforium w nawie głównej; to samo dotyczy kapiteli. Różnice te można wyjaśnić coraz bardziej naglącym brakiem funduszy, w miarę jak budowa kościoła zbliżała się do końca.
Dwuprzęsłowe prezbiterium zostało zbudowane z żółtego kamienia, przez co odróżnia się kolorystycznie od naw. Źródła historyczne wskazują, iż taki kolor miało ono w średniowieczu; kolor ten przywrócono podczas restauracji świątyni w latach 1988–1995. Wysokie, trójdzielne okna, oświetlające wnętrze prezbiterium zwieńczone są rozetami.

#### Organy
Najstarsza wzmianka o organach sięga roku 1572, kiedy to François des Oliviers dokonał naprawy małego instrumentu znajdującego się w lektorium. W kwietniu 1632 roku Simon Duprey otrzymał zlecenie zbudowania nowych organów; ponieważ zmarł kilka miesięcy później, instrument został zbudowany przez jego spadkobierców i Jeana d'Herville i zainstalowany w lektorium 12 września tego samego roku. Używany był głównie przez zakonników.
W 1740 roku zakonnicy postanowili zbudować nowy instrument. Dębowy prospekt organowy w stylu Ludwika XV, sięgający prawie do sklepienia wykonali stolarze i rzeźbiarze z Dijon, Edme i Guillaume Marlet. Prospekt zdobiły rzeźby muzykujących aniołów. Same organy zbudował w latach 1740–1745 pochodzący z Ottobeuren w Szwabii Karl Joseph Riepp z pomocą swego brata Ruperta. Był to największy instrument na francuskiej prowincji, posiadający 45 głosów podzielonych na cztery manuały i pedał oraz 32-stopowy pryncypał w manuale Grand-Orgue. Instrument został odebrany przez Dom Bédosa i Claude’a Rameau, pierwszego tytularnego organistę kościoła św. Benigna. W latach 1787–1788 Jean Richard z Troyes przebudował instrument. W 1798 roku tytularny organista Joseph Dominique Parin zasugerował organmistrzowi François Callinetowi dokonanie kilku modyfikacji w zestawie głosów.

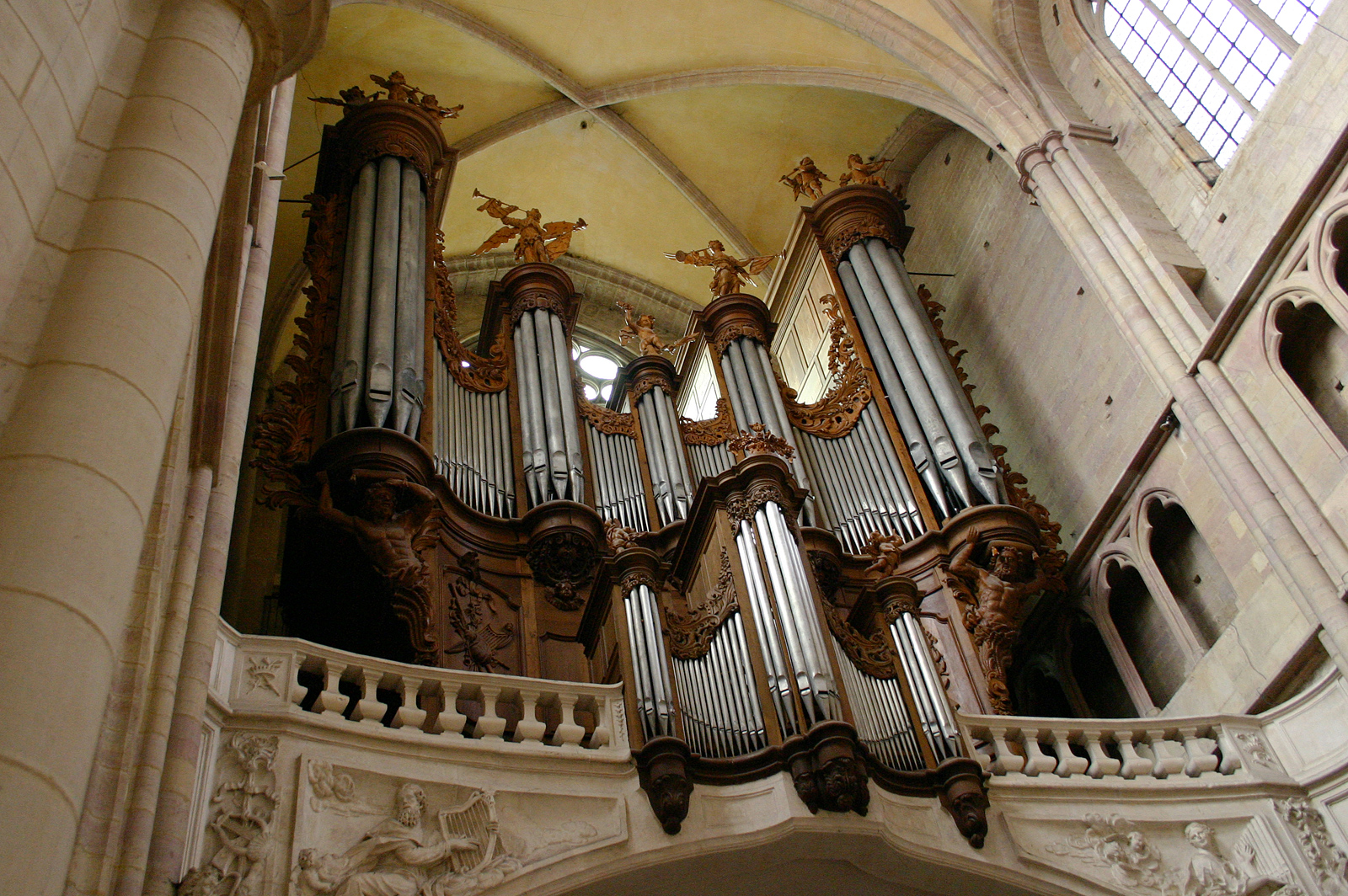
Prospekt organowy

W latach 1846–1848 firma organmistrzowska Daublaine-Callinet dokonała renowacji organów zachowując większość piszczałek i dodając kilka nowych. W 1860 roku organmistrz Joseph Merklin dokonał dużej renowacji instrumentu przenosząc 32-stopowego pryncypała z manuału Grand-Orgue do pedału i wstawiając na jego miejsce 8-stopowy flet harmoniczny; zamontował ponadto dźwignię Barkera.
W 1902 roku firma Kuhn i organmistrz Dreschler zelektryfikowali wiatrownice. W 1908 roku prospekt organowy i piszczałki Rieppa zostały uznane za „zabytki” (fr. „monuments historiques”). W 1953 roku na zlecenie organisty tytularnego André Fleury dokonano kolejnej dużej renowacji, którą z upoważnienia Komisji ds. Organów Historycznych (Commission des Orgues Historiques) i pod nadzorem Félixa Raugela wykonała firma Roethinger. Trakturę mechaniczną wymieniono na elektropneumatyczną, usunięto kilka piszczałek wprowadzając w ich miejsce nowe. Robert Boisseau przebudował organy na instrument 3-manuałowy i zaintonował go w stylu neoklasycznym.
W 1972 roku tytularnym organistą został Maurice Clerc. Podjął on myśl kolejnej renowacji organów. Planowana od końca lat 70. XX wieku renowacja została przeprowadzona w latach 1987–1996 przez Gerharda Schmida z Kaufbeuren pod nadzorem Naczelnej Komisji ds. Zabytków (Commission Supérieure des Monuments Historiques). Instrument ten ma obecnie 73 głosy podzielone na 5 manuałów i pedał i następującą dyspozycję:
| I. Positif | II. Grand-Orgue/ Bombarde | III. Récit (expressif) | IV. Récit                                | V. Écho                        | Pédale                                                                                       |
| Bourdon 16' Montre 8' Prestant 4' Bourdon 8' Flûte 8' Prestant 4' Flûte 4' Nasard 22/3' Doublette 2' Tierce 13/5' Larigot 11/3' Cornet V Carillon III Fourniture 1/2' IV Cymbale 1/4 III' Trompette 8' Cromorne 8' Voix humaine 8' Clairon 4' | Montre 32' Montre 16' Bourdon 16' Montre 8' Bourdon 8' Flûte 8' Gros Nasard 51/3' Prestant 4' Grande Tierce 31/5' Nasard 22/3' Doublette 2' Quarte de nasard 2' Tierce 13/5' Grand Cornet VI Cornet V Grand Fourniture 11/3' III Fourniture 1/3' IV Cymbale 1/4' V Bombarde 16' Iere Trompette 8' IIe Trompette 8' IIIe Trompette 8' Clairon 4' | Gambe 16' Flûte harmonique 8' Bourdon 8' Salicional 8' Gambe 8' Voix céleste 8' Oktave 4' Gambe 4' Octavin 2' Piccolo 1' Sesquialtera II Plein Jeu V Fourniture III Bombarde 16' Trompette 8' Basson-Hautbois 8' Voix humaine 8' Clairon 4' | Bourdon-Flûte 8' II Cornet V Hautbois 8' | Flûte 8' Cornet V Trompette 8' | Principal 32' (Grand-Orgue) Flûte 16' Flûte 8' Flûte 4' Bombarde 16' Trompette 8' Clairon 4' |

Charakterystyka:
- Zasięg manuałów:

– I, II: 58 nut (GAC-g3)
– III: 56 nut (GAC-g3)
– IV, V: 38 nut (f-g3)
- Zasięg pedału:

– 32 nuty (GAC-f1)
- Połączenia: II (Grand-Orgue)/P, II (Bombarde)/P, I/P, III/P, I/II, III/II
- System równomiernie temperowany
- Dźwięk w systemie czystym = 440 Hz
- Tremolo: III
- Kombinacja elektryczna: 1024 kombinacje[i]

### Krypta
Najbardziej znaczącą częścią kościoła była wielka rotunda (pierwotnie trzykondygnacyjna), zaprojektowana przez Wilhelma z Volpiano między rokiem 1000 a 1003 i usytuowana na wschód od apsydy. Służyła ona pielgrzymom przybywającym do Dijon, aby modlić się nad grobem św Benigna. Została zniszczona przez rewolucję francuską a pozostałym z niej gruzem zasypano najniższą jej kondygnację – kryptę. W 1843 roku podczas kopania dołu pod instalację odgromową natrafiono na pierwszy ślad krypty, którą później odrestaurowano i przywrócono do użytku. Ponieważ dwie znajdujące się ponad kryptą kondygnacje zostały opisane i wygrawerowane w 1739 roku przez historyka Burgundii, Dom Planchera, możliwa jest hipotetyczna rekonstrukcja jej wyglądu.
Mająca 17 m średnicy krypta zachowuje swój pierwotny układ – jej wewnętrzny okrąg otoczony jest przez podwójny, arkadowy pierścień, z których pierwszy składa się z 8, a drugi z 16 kolumn. Arkady z kolei otacza obejście. Na wschód od obejścia znajduje się wejście do niewielkiej, prostokątnej kaplicy, w której czczono relikwie apostoła Burgundii, św. Benigna. Kryptę przykrywa sklepienie w kształcie kopuły.
W krypcie znajduje się grobowiec Władysława Białego, ostatniego przedstawiciela Piastów kujawskich.